# Chiselet
Chiselet est une commune roumaine située dans le județ de Călărași.